# Lygodactylus mirabilis
Lygodactylus mirabilis este o specie de șopârle din genul Lygodactylus, familia Gekkonidae, descrisă de Georges Pasteur în anul 1962. A fost clasificată de IUCN ca specie pe cale de dispariție (stare critică). Conform Catalogue of Life specia Lygodactylus mirabilis nu are subspecii cunoscute.